# 同情スト
同情スト（どうじょうスト、sympathetic strike）とは、他の企業の労働者の労働争議支援を目的とした、ストライキの一種。

## 日本における学説
同情ストが日本国憲法28条による保障があるかどうかが問題となる。
- 否定説　28条の保障を受けない。
理由　使用者を相手にするストではないから。
- 肯定説　28条の保障を多かれ少なかれ受ける。
理由　労働者階級の連帯、ならびに労働条件の改善の可能性がある。
- 原則否定、例外肯定説
理由　紛争内容が団体交渉の事項たり得る場合は適法なストライキと言える。

## 判例
日本において、同情ストに関する判決は、東京地方裁判所昭和50年10月21日判決（杵島炭鉱事件）の1件のみである（下記外部リンク参照）。判決では、同情ストを争議権の濫用違法とし、労働組合の使用者への損害賠償責任を認めた。

## 最近の事例
- 2004年に日本プロ野球選手会が球団統合に反対してストライキを行なった事例は、統合をされる球団選手への同情ストに見えるが、それ以外の選手の労働条件にも関わる事項である以上、同情ストとは言えない[1]。